# دانووکا
دانووکا (به لهستانی:  Danówka) یک روستا در لهستان است که در گمینا درلوو واقع شده‌است.